# シュラクサイ包囲戦 (紀元前397年)
第一次シュラクサイ包囲戦は、シケリア戦争中に4回行われたカルタゴ軍によるシュラクサイ包囲の第1回目である。シュラクサイの僭主ディオニュシオス1世は紀元前398年にカルタゴ領モティア（現在のマルサーラのサン・パンタレオ島）を占領・破壊した（モティア包囲戦）。これに対してカルタゴはマゴ王朝の一員であるヒミルコが率いる大軍をシケリアに派遣した。ヒミルコはモティアを奪回した後その近郊にリルバイオンを建設し、シケリア北岸を東に向かって進軍してメッセネ（現在のメッシーナ）を破壊し（メッセネの戦い）、カタナ（現在のカターニア）沖でギリシア海軍を撃破した（カタナ沖の海戦）後の紀元前397年秋にはシュラクサイを包囲した。
カルタゴ軍は、アテナイ軍が紀元前415年にシュラクサイを包囲した際と同じ戦略を採用し、シュラクサイを孤立化させることに成功した。しかし翌紀元前396年の夏、カルタゴ軍にペストが蔓延し、兵士の多くが病死した。この機会にディオニュシオスはカルタゴ軍に対して陸海共同攻撃を実施した。ヒミルコはディオニュシオスとの間に姑息な取引を行い、カルタゴ市民だけを連れて脱出した。残されたリビュア兵は奴隷とされ、シケル兵は逃亡し、イベリア兵はディオニュシオスに合流した。ディオニュシオスは再び領土拡大を開始したが、ペストで弱体化したカルタゴは紀元前393年になるまで何の行動も起こせなかった。

## 背景
カルタゴはシケリアのカルタゴ領に対するギリシア軍の襲撃の報復として、紀元前406年にシケリアに遠征軍を送った。遠征軍は当初ハンニバル・マゴが率いていたが、アクラガス包囲戦中にペストで死亡し、甥のヒミルコが司令官を引き継いだ。マゴは紀元前405年の夏までにアクラガス（現在のアグリジェント）、ゲラ（現在のジェーラ）、カマリナ（現在のラグーザ県ヴィットーリアのスコグリッティ地区）を攻略・略奪した。これらの敗北はシュラクサイに政治的混乱をもたらし、最終的にはディオニュシオス1世が僭主となって権力を掌握した。紀元前405年にはヒミルコとディオニュシオスは平和条約を結び、カルタゴはシケリアの60%を直接・間接的に支配することとなった。シケル人、メッセネ（現在のメッシーナ）およびレオンティノイ（現在のレンティーニ）は独立を維持し、カルタゴはディオニュシオスをシュラクサイの僭主として認めた。

### ディオニュシオス準備完了
紀元前405年から紀元前398年にかけて、ディオニュシオスはシュラクサイにおける自身の政治的権力を確実なものとし、軍備の拡張を行った。紀元前404年には条約を破棄してシケル人との戦争を開始したが、カルタゴは何の行動も起こさなかった。シュラクサイ陸軍の一部が反乱し、ディオニュシオスはシュラクサイで包囲されてしまったが、反乱軍の不手際と幸運が手伝い、この危機を脱した。その後、ナクソス（現在のジャルディーニ＝ナクソス）とカタナを占領し、レオンティノイを従属させることによって領土を拡大した。また傭兵を雇用し、新たに200隻の船を建造した。シュラクサイは強固な要塞都市となり、オルティジャ島（シュラクサイの旧市街があった場所）を内郭として、エピポライ台地全体が城壁で囲まれた。また、新兵器として大型弩弓と五段櫂船を開発した。紀元前398年には、シケリア西部のカルタゴ領都市であるモティア（現在のマルサーラのサン・パンタレオ島）を、歩兵80,000、騎兵3,000、軍船200、輸送船500で攻撃した。

## 両軍の兵力
ヒミルコが紀元前397年にシケリアに向かった際の兵力は、陸兵50,000、三段櫂船400、輸送船600であり、パノルムスで現地兵（シケル人、シカニ人、エリミ人）30,000が合流した。カルタゴ軍がシュラクサイに到着したとき、軍船は208隻に減じていたが、陸軍に対する補給のために輸送船2,000隻が用いられた。シュラクサイ包囲に参加した兵力は、シケリア西部にも守備兵を残しているため、不明である。
ディオニュシオスは歩兵30,000と騎兵3,000を率いてカタナに進軍し、海軍は五段櫂船180隻を有していた。しかし、カタナ沖の海戦での敗北により、軍船は80隻に減じた。この損失を補うために傭兵を雇用し、またシュラクサイ市民も兵士となった。後半には30隻の三段櫂船がギリシア本土から加わった。

### カルタゴ軍の編成
リビュア人は重装歩兵と軽歩兵を提供したが、最も訓練された兵士であった。重装歩兵は密集隊形で戦い、長槍と円形盾を持ち、兜とリネン製の胸甲を着用していた。リビュア軽歩兵の武器は投槍で、小さな盾を持っていた。イベリア軽歩兵も同様である。イベリア兵は紫で縁取られた白のチュニックを着て、皮製の兜をかぶっていた。イベリア重装歩兵は、密集したファランクスで戦い、重い投槍と大きな盾、短剣を装備していた。シケル人、サルディニア人、ガリア人は自身の伝統的な装備で戦ったが、カルタゴが装備を提供することもあった。シケル人等シケリアで加わった兵はギリシア式の重装歩兵であった。
リビュア人、カルタゴ市民、リビュア・カルタゴ人（北アフリカ殖民都市のカルタゴ人）は、良く訓練された騎兵も提供した。これら騎兵は槍と円形の盾を装備していた。ヌミディアは優秀な軽騎兵を提供した。ヌミディア軽騎兵は軽量の投槍を数本持ち、また手綱も鞍も用いず自由に馬を操ることができた。イベリア人とガリア人もまた騎兵を提供したが、主な戦術は突撃であった。カルタゴ軍は戦象は用いなかった。ただ突撃兵力としてリビュアが4頭建ての戦車を提供したが、カマリナで使われたとの記録はない。カルタゴ人の士官が全体の指揮を執ったが、各部隊の指揮官はそれぞれの部族長が務めたと思われる。
当時のカルタゴ海軍は三段櫂船を使用しており、カルタゴ市民とリビュアおよび他のカルタゴ領から徴兵された兵が海軍に勤務していた。カルタゴ海軍は軽量で機動性の高い船を好み、速度を上げるために追加の帆も持っていたが、ギリシア軍船に比べると搭乗している兵士の数は少なかった。カタナ沖の海戦では、ギリシア軍の五段櫂戦を鹵獲しているが、自身が五段櫂船を建造していたかは不明である。シュラクサイでは40隻の五段櫂船が使用された。当初シュラクサイに向かった軍船は208隻、輸送船2,000隻とされるが、包囲戦のためにシュラクサイに常駐した数は不明である。

### シケリア・ギリシア軍の編成
シケリアのギリシア軍の主力は、本土と同様に重装歩兵で、市民兵が中心であったが、ディオニュシオスはイタリアおよびギリシア本土から多くの傭兵を雇用した。騎兵は裕福な市民、あるいは傭兵を雇用した。一部市民は軽装歩兵（ペルタスト）として加わった。カンパニア傭兵はサムニウム兵もしくはエトルリア兵と同じような武装をしていた。ギリシア軍の標準的な戦法はファランクスであった。篭城戦においては、女性や老人を投擲兵として使用することも可能であった。騎兵は裕福な市民、あるいは傭兵を雇用した。
シュラクサイ海軍の主力は五段櫂船と三段櫂船であった。五段櫂船はディオニュシオスが開発させた新兵器であった。輸送船もあったが数は不明である。漕ぎ手はシュラクサイ市民が勤めた。

## 戦争始まる
ディオニュシオスがカルタゴ領への攻撃を開始すると、カルタゴ支配下にあったギリシア都市、シカニ都市は反乱し、ディオニュシオスがモティアに到着した時点ではモティア以外のカルタゴ側都市は、パノルムス（現在のパレルモ）、ソルス（現在のサンタ・フラーヴィアのソルントゥム遺跡）、アンキラエ、セゲスタ（現在のセジェスタ）およびエンテラ（現在のコンテッサ・エンテッリーナ）のみとなった。カルタゴは常備陸軍を持たなかったため、100隻の三段櫂船からなる艦隊を、ヒミルコに指揮させてモティアに派遣した。しかしヒミルコは救援に失敗し、ディオニュシオスはモティアを占領・略奪した。
カルタゴは陸軍の準備が整うと、ヒミルコに遠征軍を率いさせ、パノルムスに上陸すると、まずエリュクス（現在のエリーチェ）を奪回し、続いてモティアを急襲した。モティアにはシケル人の守備隊が残されていたが、短期間で陥落した。続いてセゲスタに向かったが、ディオニュシオスは数に勝るカルタゴ軍との決戦を避けて包囲を解いて撤退した。カルタゴ軍はセゲスタからパノルムスに戻ると、カルタゴ領を守備するに十分な兵を残して、メッセネに向かって600隻の軍船・輸送船で北岸沿いを東進した。途中リパラ（現在のリーパリ）に寄港し、そこで30タレントを献上金として出させた。リパラを出帆したカルタゴ艦隊は東へ向かい、陸軍はメッセネの12マイル北方のペロルム岬（現在のカポ・ペローロ）に上陸し、野営地を設営した。メッセネ陸軍は街を出てカルタゴ軍に向かった。ヒミルコは軍船200隻で海上からメッセネを急襲し、占領・破壊した。ギリシア軍は郊外のいくつかの要塞に逃げ込んだ。ヒミルコはメッセネを脱出した人々が逃げ込んだ要塞をつぶしていこうとしたが、それには時間がかかりすぎることが分かり、これを中止した。
ヒミルコはメッセネには基地をおかず、南方のタウロメニオン（現在のタオルミーナ）にシケル人を入植させ、都市を要塞化して北方の押さえとした。ヒミルコはディオニュシオスの同盟都市を離反させようとし、また同時に背後に残したメッセネの敵対行動を阻止する味方を獲得した。カルタゴ軍は南に向かって進軍を再開し、海軍もこれに並走した。しかし、エトナ山が激しく噴火しており、陸路を海岸沿いに[[ナクソス (シチリア島)}ナクソス]]（現在のジャルディーニ＝ナクソス）に向かうのは不可能であった。ヒミルコは軍を2つに分けるリスクをとり、ヒミルコは陸軍と共にエトナ山を迂回し、艦隊はマゴが率いてカタナに向かい、そこで両軍が会合することとした。
ディオニュシオスは全ての奴隷を解放して新造船60隻の乗員とし、レオンティノイに兵士と食料を送った。またギリシアから新たに傭兵1,000を雇用した。ディオニュシオスは陸軍と海軍をカルタゴ軍攻撃のためにカタナ（現在のカターニア）に送ったが、しかし弟のレプティヌスが率いた海軍は早急に攻撃を開始してカルタゴ海軍に敗北し、軍船100隻と人員20,000を失って撤退した。

## 包囲戦への序幕
ギリシア海軍の敗北は、ディオニュシオスを難しい立場に追い込んだ。ギリシア海軍に勝利したことにより、マゴには直前のメッセネ攻撃と同様に、シュラクサイを直接攻撃するというオプションができた。一方、もしディオニュシオスの陸軍がヒミルコに勝利したとすれば、マゴは安全な基地に戻らなければならなくなる。しかしながら、ディオニュシオスは戦略を決定するにあたって、シュラクサイにおける政治的問題に関しても考慮する必要があった。ギリシア陸軍は篭城戦に反対し、当初はディオニュシオスもヒミルコとの戦闘に傾いていた。しかし彼の助言者がマゴの艦隊がシュラクサイを占領する危険性を指摘したため、ディオニュシオスは野営地を引き上げ、シュラクサイに戻った。この頃、天候が悪化し始めており、マゴは海岸に船を乗り上げさせる必要が生じた。このためカルタゴ艦隊はギリシア陸軍の攻撃に対して脆弱な状況に陥った。しかし、この直前にディオニュシオスは撤退を決断しており、残存艦隊も陸軍と並行して撤退した。この決断のためにシュラクサイでの篭城戦は必至となったが、シケリアのギリシア軍はこれに不満であった。しかし、一旦そうと決まると、彼らは郊外の要塞に人員を配置し、カルタゴ軍を待ち受けた。
ヒミルコは海戦の2日後に、陸軍と共にカタナに到着した。陸軍の到着により、カルタゴ海軍の安全性は確保された。陸海軍共にカタナで数日間の休息を取り、その間にマゴは損傷した艦艇を修理し、また鹵獲したギリシア軍船を再艤装した。ヒミルコはアエトナに移動させられたカンパニア人と、カルタゴ側に着くように交渉した。彼らはディオニュシオスに人質を出しており、またその最良の軍隊は依然としてギリシア軍と共に行動していた。このため、カンパニア人はディオニュシオスへの忠誠を維持することを選んだ。

### 包囲戦準備
ディオニュシオスとシケリア・ギリシア軍はシュラクサイに戻ると、不可避であるカルタゴ軍の攻撃に備えて篭城準備を開始した。レオンティノイとシュラクサイ周辺の要塞には人員が配備され、同盟からの離脱を防止し、イタリアとギリシア本国に傭兵雇用のための代理人を送った（ドーリア人都市であるシュラクサイと、スパルタの母都市であるコリントスには特に熱心に働きかけた）。郊外の要塞は、収穫の安全を確保するとともに、カルタゴ軍に対する嫌がらせ攻撃の基地として使用され、そこにカルタゴ軍を誘引してシュラクサイから引き離す役目を持っており、カルタゴがこれに対処する間にディオニュシオスは準備時間を得ることができた。それぞれの要塞は比較的短時間で降伏するであろうが、カルタゴ軍はそこに守備兵を置く必要が生じる。
しかし、ヒミルコはレオンティノイも周囲の要塞も無視し、陸軍をゆっくりとシュラクサイに進軍させた。シュラクサイに到着するとエピポライ台地の周囲に野営地を築いた。三段櫂船250隻と鹵獲した五段櫂船からなるカルタゴ海軍は、陸軍到着と同時に到着し、戦利品を誇示しつつ、完璧な戦列でシュラクサイ沖を通過した。続いて輸送船が港内に停泊した。ヒミルコには包囲戦の準備ができていた。シュラクサイ海軍は当初180隻の軍船を持っていたが、うち100隻をカタナ沖の海戦で失っており、残存艦隊のみが港内にあった。

### シュラクサイの防備

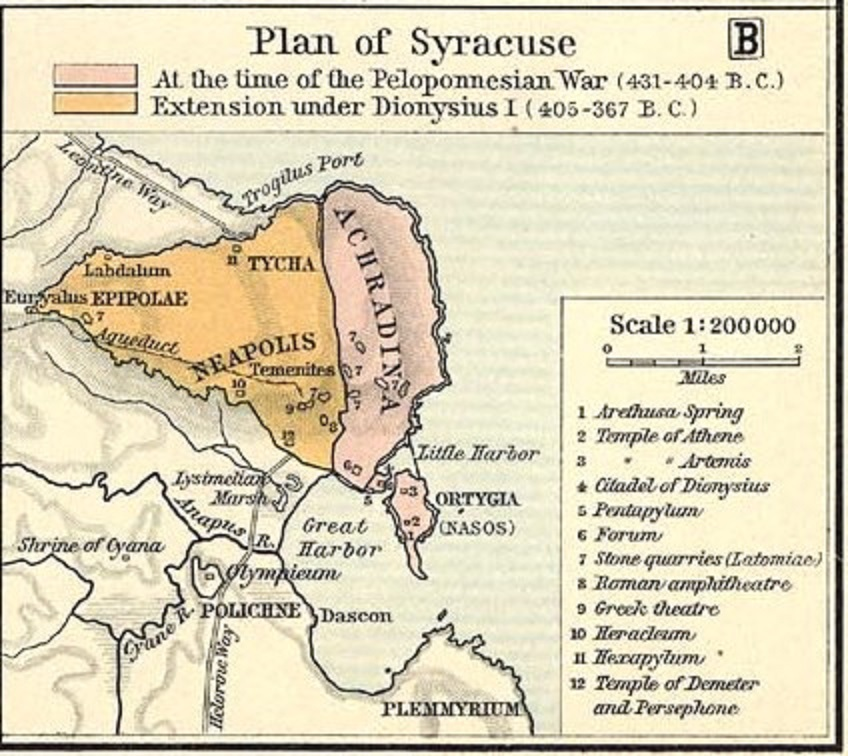
シュラクサイの城壁

シュラクサイは元々シケリア本島から南に突き出たオルティジャ島に建設された都市であり、アゴラ周囲に城壁があった。紀元前415年のアテナイ軍のシケリア遠征の際に本島側のティカおよびアクラディナ地区が城壁で守られた。ディオニュシオスはエピポライ台地にまで城壁を拡大し、ギリシア世界では最大の城壁を有する要塞都市となった。
ディオニュシオスはオルティジャ島の城壁を再建し、またシケリア本島とつながる地峡にも城壁が築かれた。城壁には監視塔が一定間隔で置かれ、特に強固に作られていた。地峡の西部にはドックと大きな港があり、東側には「ラクシウム」と呼ばれる小さな港があった。ラクシウムも城壁と堤防で防御されており、60隻の三段櫂船を収容できた。堤防の間には閘門があり、一度に1隻ずつ通過できた。オルティジャ島には宮殿が2箇所建設され、1つは地峡の近くにありディオニュシオスはそこに居住した。もう1つは南側にあった。地峡自体にも2つの城壁が建設された。1つはオルティジャ島と地峡の間にあり（さらに掘り切りがあり、橋が架けられていた）、もう1つは地峡とシケリア本島を隔てた。地峡には5箇所の城門があり、これらの城門がシケリア本島とオルティジャ島の交通を管理していた。
ディオニュシオスはオルティジャ島に彼に忠実な傭兵と支援者を居住させた。エピポライ台地には、城壁に加えて巨大な地下構造物を有するエウリュアロス要塞が建設され、台地からの侵入を防御していた。また、アテナイのシケリア遠征に備えてアクラディナ地区に建設されていた城壁と接続した。エピポライ台地に建設された城壁は全体が石造りであり、厚さが2-4.5メートル、高さは6メートル程度であった。

### カルタゴ軍野営地
ヒミルコはラクシウムの逆側にある「大きな港」の対岸のポリクナ地区に野営地を設営した。野営地は城壁から10スタディオン（1.8キロメートル）、または12スタディオンの位置にあったとされる。ヒミルコはゼウス神殿（オリンピエウム）に司令部を置いた。このことから、主野営地はゼウス神殿東の湿地帯からダスコン地区にかけて設営されたと思われる。野営地には船の係留設備も作られ、野営地全体が堀および柵で防御されていた。

### 事前準備
ヒミルコは北方からシュラクサイに接近し、エピポライ台地を迂回して南方に野営地を設営して攻撃に備えた。100隻のカルタゴ軍軍船がオルティージャ島の両側に配置され、ギリシア海軍の出撃に備えた。ギリシア軍はカルタゴ兵士の罵声にもかかわらず、城内に閉じこもり出撃しなかった。ヒミルコは城壁に対する攻撃は選ばなかったが、このときに攻城兵器を持っていたかは不明である。ヒミルコは兵士を周辺に出撃させて、30日間略奪を行った。おそらくは補給を断って冬前にギリシア軍を降伏させることを目的としたと思われる。これが失敗すると、カルタゴ軍は冬営に入り、本格的な攻城準備を開始した。

## カルタゴ軍の準備
カルタゴ軍は攻城戦の準備を開始した。ヒミルコはゼウス神殿の近くにポリクナ要塞を建設し、また主野営地と係留地を守るために、海岸近くのダスコンと、オリティージャ島対岸のプレミリオンにもそれぞれ要塞が建設された。野営地防御のために、すでに建設されていた堀と柵に加え、防御壁が建設された。この際にかつての僭主であるゲロンとその妻の墓が破壊された。艦隊の一部は分遣され、輸送船はサルディニアとアフリカからさらに補給物資を運び入れた。要塞には食料だけでなく、ワインや他の必要物資も備蓄され、ヒミルコは兵士達の需要を満たすためには出費をいとわなかった。

### カルタゴ軍の戦略
カルタゴ軍は、過去にもギリシア都市に対する攻城戦を成功させたことがあった。紀元前409年には、攻城兵器を用いてセリヌス（現在のマリネッラ・ディ・セリヌンテ）を陥落させており、同年にはヒメラ（現在のテルミニ・イメレーゼの東12キロメートル）も落している。紀元前406年にはアクラガスの両側に野営地をおいて包囲戦を実施した。シュラクサイの城壁の長さを考えると、それの外側に包囲壁を作ることは現実的ではなかった。ヒミルコは兵士を集中させていたが、シュラクサイを「挟撃」するように別の野営地を作るだけの人的資源がなかったのかも知れず、また野営地を分けるとシュラクサイ軍、あるいは救援軍の奇襲の対象になる可能性もあった。南側の城壁に攻撃をかけた場合、エウリュアロス要塞からの側面攻撃を受ける可能性がある。またエピポライ台地の城壁の高さを考慮すると、攻城用傾斜路無しに突撃することも不可能であった。
ヒミルコは紀元前415年にアテナイのニキアス（en）が用いた戦略を再び採用した。すなわち、包囲を継続し、シュラクサイ内部にカルタゴ有利な政治的な動きが起こるのを待った。ヒミルコは準備が完了した後に冬営地に向かった。ただ、海上輸送は完全には遮断できず、カルタゴ海軍が妨害しないかぎり、ラクシウムから船が出入りできた。

## 紀元前396年春：攻撃開始
冬の間は両軍共に積極的な行動を起こさなかった。紀元前396年春になると、ヒミルコはシュラクサイの郊外を攻撃し始めた。またカルタゴ軍が城壁を破壊したという記録はないが、デーメーテール・コレー神殿を含む市の一部を占領・略奪した。ディオニュシオスも活発に作戦を実施し、カルタゴ軍パトロール部隊に対する攻撃部隊を出撃させ、いくつかの小戦闘に勝利した。しかし、全般的な状況は変わらなかった。一方、ギリシア本土ではポリクセノスが海軍の小艦隊を組織し、スパルタのファラキダスが指揮する30隻の三段櫂船がシュラクサイに到着した。スパルタ艦隊は何隻かのカルタゴ船を鹵獲し、これを先頭に立ててカルタゴ艦隊が戻ってきたように偽装し、カルタゴの封鎖艦隊をあざむいた。カルタゴ、シュラクサイ共に、その補給は海上輸送に依存していた。

### 危険な成功[47]
この直後、ディオニュシオスは弟のレプティネスと共に、補給船隊を小艦隊に護衛させて出撃した。ディオニュシオスが不在の間に、誰がシュラクサイの司令官を務めたかは不明である。しかしこの行動は、ギリシア側の顕著な成功に終わった。まず、護衛無しに外港に停泊していたカルタゴの穀物運搬船に狙いをつけ、5隻のシュラクサイ船でこれを鹵獲した。この獲物をシュラクサイに運んでいると、40隻のカルタゴ船が出航してきた。これに対して全シュラクサイ艦隊（数は不明だが、カルタゴ艦隊を上回っていたと思われる。指揮官の名前は不明である）が出撃し、4隻を撃沈し、旗艦を含む20隻を鹵獲した。続いてギリシア艦隊はカルタゴ海軍の主係留地に向かったが、カルタゴ艦隊は出撃してこなかった。ギリシア艦隊は戦利品とともにシュラクサイに戻った。
この成功は、ディオニュシオスの指揮のもとで得られたものではなく、彼の政敵はディオニュシオスが帰還した際に彼を罷免しようとした。しかし、支援に来ていたスパルタはそれを支持せず、クーデターは失敗に終わった。しかし、歴史家の中には、この海戦は事実ではなく、後日反ディオニュシオス派が創作したものと考える者もいる。

## 紀元前396年夏：包囲戦失敗
海戦が実際に起こったか否かはともかく、両軍の戦略的状況は夏になっても変わらなかった。ヒミルコはシュラクサイを占領できず、ディオニュシオスもカルタゴ軍を撃退できなかった。また両軍ともに海上補給に依存していた。このような中でカルタゴ軍にペストが発生し、また夏の暑さにも苦しめられることとなった。

### ペスト[50]
ペストの蔓延は紀元前429年の「アテナイのペスト」（ただし最近の研究では天然痘または発疹チフスと考えられている）と同様に、湿地での衛生維持が不十分なことと、マラリアも原因となったと考えられる。感染で死亡した兵の数は膨大で、当初は死体はすぐに埋葬されたが、やがて埋葬が追いつかなくなり、腐敗した遺体の悪臭が漂った。感染に対する恐怖から、罹患者への治療も適切に行えなくなった。
この悲劇の原因は、ギリシアの神殿と墓を冒涜したためと考えられた。アクラガス包囲戦において、ヒミルコは同様の事態に対処するために子供と各種の動物を生贄としてささげている。しかし、ヒミルコがどのような手段を講じたとしても、ペストに対しては効果がなかった。カルタゴ軍の兵力は大幅に縮小し、戦闘可能な軍船も大幅に減った。ヒミルコとカルタゴ軍はそれでも頑固に野営地にとどまったが、カルタゴ軍の士気も戦闘力も低下した。

### ディオニュシオスの攻撃
ディオニュシオスはこの機会を利用し、カルタゴ軍が回復あるいは援軍を得る前に、水陸両面攻撃の実施を計画した。レプティネスとファラキダスの指揮した80隻の軍船が準備され、ダスコンに係留されているカルタゴ船を攻撃し、ディオニュシオス自身は選抜された兵士を率いてカルタゴ軍野営地を攻撃することとした。南方の野営地を直接攻撃することは避け、野営地西方のキアネ神殿付近を大きく迂回して、夜明けと共に攻撃する計画であった。海軍は陸軍の攻撃が開始された後に出撃する。この作戦の成功は、陸軍と海軍が時間的に協調した攻撃ができるか否かにかかっていた。もしタイミングがずれてしまうと、紀元前405年のゲラの戦いの敗北が繰り返されることとなる。

#### 裏切り
ディオニュシオスは夜間に行軍して無事キアネ神殿に到着した。夜が明けると、騎兵と傭兵1,000からなる部隊を野営地を直接西方から攻撃させるために送り出した。これは陽動かつ棄兵作戦であり、ディオニュシオスは騎兵に対して、カルタゴ軍との戦闘が始まったら反抗的で信頼できない傭兵を見捨てるように命令していた。攻撃が開始された後にギリシア騎兵は戦場から逃走し、傭兵部隊はカルタゴ軍に虐殺された。ディオニュシオスはカルタゴ軍の目をそらし、また信頼できない兵士を排除することに成功した。

#### カルタゴ要塞攻撃[53]
傭兵が虐殺されている頃、ギリシア軍本体はゼウス神殿近くのポリクナ要塞と海岸近くのダスコン要塞に攻撃を開始した。騎兵部隊もダスコンへの攻撃を開始し、同時にギリシア艦隊も出撃し野営地近くに係留されているカルタゴ艦隊を攻撃した。カルタゴ軍は奇襲を受けた形となり、組織的な反撃が開始される前に、ディオニュシオスは野営地外側でカルタゴ軍を打ち破り、ポリクナ要塞の急襲に成功した。その後野営地と神殿に対する攻撃が開始された。カルタゴ軍はなんとか持ちこたえ、夕方には戦闘は終了した。

#### カルタゴ艦隊破壊される
カルタゴ艦隊はペストのために人員が不足しており、多くの船が放棄されていた。ギリシア艦隊もダスコンに係留されていたカルタゴ艦隊（五段櫂船40隻を含む）に対する奇襲に成功し、カルタゴ海軍は迅速な対応ができず、そのうちに全シュラクサイ艦隊が攻撃に加わった。海上にあった何隻かは衝角攻撃で撃沈し、何隻かは陸兵が移乗して小競り合いの後に鹵獲した。またディオニュシオス率いる騎兵も停泊している船に焼き討ちをかけたが、係留索が燃えたおかげで脱出できた船もあった。カルタゴ船の乗員は海に逃れて海岸に泳いだ。火事は野営地にも達したが、その一部を焼いた後に鎮火した。カルタゴ陸軍はギリシア陸軍の攻撃に対処するのに忙しく、海軍を救援することはできなかった。商船や小船もシュラクサイから出撃してダスコンに向かい、漂泊しているカルタゴ船を何隻か鹵獲した。他方、海岸近くの要塞もギリシア軍の手に落ちた。ディオニュシオスはそのままゼウス神殿近くで野営し、艦隊はシュラクサイに引き上げた。

#### 戦闘終了
ギリシア軍はポリクナとダスコンの要塞は占領したものの、カルタゴ軍野営地とゼウス神殿は未だカルタゴ軍の手にあった。またカルタゴ海軍の残存船も多かった。しかしディオニュシオスはイニチアチブを手にし、援軍を得るか思いがけない進展がない限り、ヒミルコには紀元前480年の第一次ヒメラの戦いに匹敵する悲劇が襲い掛かってくる可能性があった。

## 奇妙な政治的不倫
16世紀から18世紀の歴史家は、ゲロンやディオニュシオスといったギリシアの僭主は、西洋文明を「野蛮人」の陰謀から救ったと評価することがしばしばある。しかし実際には、彼らの行動は「西洋文明を救う」よりは自身の権力を維持するためのものであり、特に紀元前396年のディオニュシオスの行動はそうであった。

### ヒミルコのジレンマ
カルタゴ軍は何とかギリシア軍の攻撃に耐えたが、依然としてペストに苦しんでおり、ギリシア軍を打ち破ってイニシアチブを取り戻すことは、この時点では不可能であった。奇襲を受けたカルタゴ海軍は数的にギリシア海軍に劣り、また残存船の乗員を充足することも不可能であった。陸軍も同じで、会戦で勝てるような状況にはなかった。ヒミルコはこの状況を把握しており、ディオニュシオスと秘密裏に交渉を開始した。このことはギリシア軍の他の指揮官（イタリアとギリシア本土からの援軍は残存カルタゴ軍を完全に殲滅するつもりであった）には知らされていなかった。

### ディオニュシオスの二枚舌
ディオニュシオスには弱体化したカルタゴ軍を殲滅できる可能性もあったが、同時に交渉の準備もできていた。僭主であり続けるためには、カルタゴの脅威をもって市民を支配する必要があったためである。西洋世界を救うことなどどうでも良かった。ディオニュシオスはヒミルコの提案に応えたが、単純にカルタゴ軍が撤退することは認めなかった。何回かの交渉の後、以下の内容が合意された。
- カルタゴはディオニュシオスに対して直ちに300タレントを支払う。
- ヒミルコはカルタゴ市民を率いて夜間に撤退することを妨害されない。ただし、昼間の移動の安全性は保障しない。
- カルタゴ軍は4日後に撤退する。

ヒミルコは秘密裏にディオニュシオスに300タレントを送った。ディオニュシオスは取引の一部として陸軍をシュラクサイに撤退させた。約束の夜、ヒミルコは40隻の船にカルタゴ市民を乗せて出帆した。この艦隊が湾口を出たときに、コリントス兵がこれを視認しディオニュシオスに報告した。ディオニュシオスは彼の艦隊に出撃を準備させたが、ヒミルコに脱出の時間を与えるために、士官の招集を遅らせた。カルタゴ兵もこの密約を知らず、船に乗員を乗せて出帆し、多くがアフリカへの帰還に成功した。
ディオニュシオスはヒミルコが出帆した後に陸軍を整列させ、カルタゴ軍野営地に近づいて行った。その時点ですでにシケル人は脱出して自身の故郷に戻っており、残っていたカルタゴ軍兵士はディオニュシオスに降伏した。幾らかの兵は脱出を試みたがギリシア軍に捕らえられた。イベリア人は武装して抵抗を見せたが、彼らはディオニュシオス軍に雇用された。他のカルタゴ軍捕虜は奴隷にされた。

## その後
ディオニュシオスはシケリアのカルタゴ領に直ちに兵を進めることはしなかった。おそらくは必要以上にカルタゴを刺激することを好まなかったものと思われる。紀元前405年の条約でカルタゴの支配下とされたシケリアのギリシア都市は、カルタゴの厳しい支配を受けていたため、多かれ少なかれシュラクサイには好意的であった。ソルスは反乱したため紀元前396年に略奪された。後日、ディオニュシオスが傭兵部隊の指揮官であったスパルタ人のアリストテレスを逮捕すると、10,000の傭兵が反乱した。彼らの怒りはアリストテレスが裁判のためにスパルタに送られたことでようやく沈静化し、傭兵達にはレオンティノイが与えられ自治が認められた。次にディオニュシオスは、破壊されたメッセネにイタリアとギリシア本土からドーリア人を入植させて再建し、続いて元のメッセネの住民と共にティンダリス（en、現在のパッティの一部）を建設した。紀元前394年にはタウロメニオンを包囲した。それに対抗するためにカルタゴは翌紀元前393年にマゴに陸軍を率いさせてメッセネに送り、戦争が再燃した。

### カルタゴ：ペストと反乱・マゴ司令官となる
ヒミルコが傭兵達を見捨ててカルタゴに帰還したことは、カルタゴ市民およびアフリカのカルタゴ領住民には納得されなかった。104人から成る元老院は非難こそしなかったものの、敗北したカルタゴ軍将軍の例に習い、ヒミルコは自決した。彼は公的にこの敗北の全ての責任を負い、ぼろをまとって市内の全ての寺院を訪れて許しを請い、最後は自宅で絶食して死亡した。この後、カルタゴの神々へ生贄をささげたにもかかわらず、ペストがアフリカに流行し、カルタゴの国力は弱まった。さらには、シケリアで家族が見捨てられたことに不満を持つリビュア人が反乱した。リビュア人は70,000からなる陸軍を組織してカルタゴを包囲した。
カタナ沖の海戦の勝者であるマゴがカルタゴ軍の司令官となった。新たに傭兵を雇用するには時間も費用もかかったため、カルタゴ市民を武装させ城壁を守備させ、カルタゴ海軍が補給を担った。マゴは賄賂や他の手段を講じて反乱を終結させた。カルタゴはシュラクサイの神殿の破壊を償うために、市内にデメテル神とコレ神の神殿を作り、適切な生贄をささげた。
マゴは続いてシケリアへと向かったが、失われた領土を回復しようとはしなかった。その代わりに、以前の立場に関わらず、ギリシア人、シカニ人、シケル人およびシケリア・カルタゴ人に協調と友好を求めた。カルタゴの厳しい支配のためカルタゴ側から離脱したギリシア都市は、このマゴの姿勢とディオニュシオスの脅威のため、それまでの親シュラクサイから中立に立場を変えた。この平和的姿勢は、紀元前394年にディオニュシオスがシケル人を攻撃するまで続いた。

## 参考資料
- Baker, G. P. (1999). Hannibal. Cooper Square Press. ISBN 0-8154-1005-0
- Bath, Tony (1992). Hannibal's Campaigns. Barnes & Noble. ISBN 0-88029-817-0
- Church, Alfred J. (1886). Carthage (4th ed.). T. Fisher Unwin
- Freeman, Edward A. (1892). Sicily: Phoenician, Greek & Roman (3rd ed.). T. Fisher Unwin
- Freeman, Edward A. (1894). History of Sicily. IV. T. Fisher Unwin
- Kern, Paul B. (1999). Ancient Siege Warfare. Indiana University Publishers. ISBN 0-253-33546-9
- Lancel, Serge (1997). Carthage: A History. Blackwell Publishers. ISBN 1-57718-103-4
- Warry, John (1993) [1980]. Warfare in The Classical World: An Illustrated Encyclopedia of Weapons, Warriors and Warfare in the Ancient Civilisations of Greece and Rome. New York: Barnes & Noble. ISBN 1-56619-463-6

## External links
- Diodorus Siculus translated by G. Booth (1814) Complete book (scanned by Google)
- この記事には現在パブリックドメインである次の出版物からのテキストが含まれている: Smith, William, ed. (1870). Dictionary of Greek and Roman Biography and Mythology (英語). {{cite encyclopedia}}: |title=は必須です。 (説明)